# Fins Glasmuseum
Het Fins Glasmuseum (Fins: Suomen Lasimuseo) is een glasmuseum in Riihimäki.

## Geschiedenis
Het museum werd in 1961 opgericht en opende de deuren in 1965. Het museum was aanvankelijk gevestigd in het Allinna-gebouw in Riihimäki dat ontworpen was door de Finse architect Oiva Kallio in 1919. Ten tijde van de opening had het museum 500 objecten in bezit. Vijftien jaar na de opening verhuisde het museum naar een nieuwe locatie. De nieuwe locatie was een voormalige turfpoederfabriek uit 1914 die vanaf 1921 onderdeel was van de Riihimäki glasfabriek (Riihimaën Lasi Oy). Nadat het in 1974 in onbruik was geraakt, kreeg het een nieuwe bestemming als museum. Het tentoonstellingsontwerp werd gedaan door de Finse ontwerper Tapio Wirkkala. Het museum heropende in 1981.
Het museum toont de geschiedenis van glas met een focus op glas uit Finland. De vaste tentoonstelling is verdeeld over twee verdiepingen en toont zowel huishoudelijk glas als kunstglas uit de 18e tot en met de 21ste eeuw. Daarnaast is er een zaal voor wisseltentoonstellingen. De totale tentoonstellingsruimte van het museum heeft een oppervlakte van ongeveer 1700 vierkante meter. Naast tentoonstellingsruimtes heeft het museum ook een bibliotheek en archief.
In 2005 werd de collectie van het museum uitgebreid met ongeveer 2000 glazen objecten uit de 18e en 19e eeuw die afkomstig waren uit een privécollectie. Het museum bezit in totaal ongeveer 40 000 objecten.

### Vrienden van het Finse Glasmuseum
In 1985 werd de vereniging 'Vrienden van het Finse Glasmuseum' (Suomen lasimuseon ystävät) opgericht. De vereniging heeft als doel om kennis over Finse glaskunst te verspreiden en wetenschappelijk onderzoek te bevorderen. Daarnaast wil de vereniging bijdragen aan de organisatie van kunst- en culturele evenementen. In 2010 waren ongeveer 700 leden aan de vereniging verbonden.

## Galerij

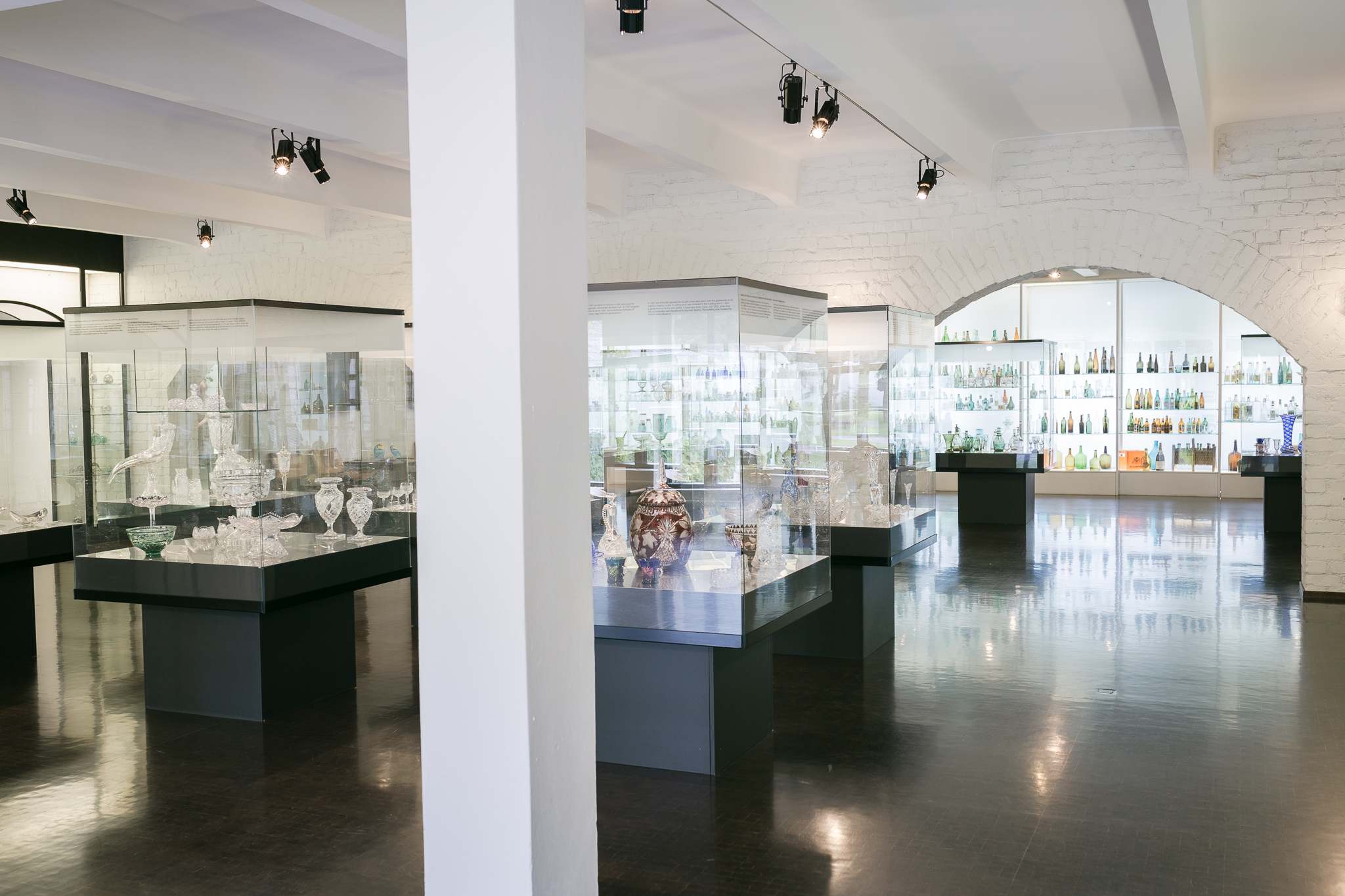
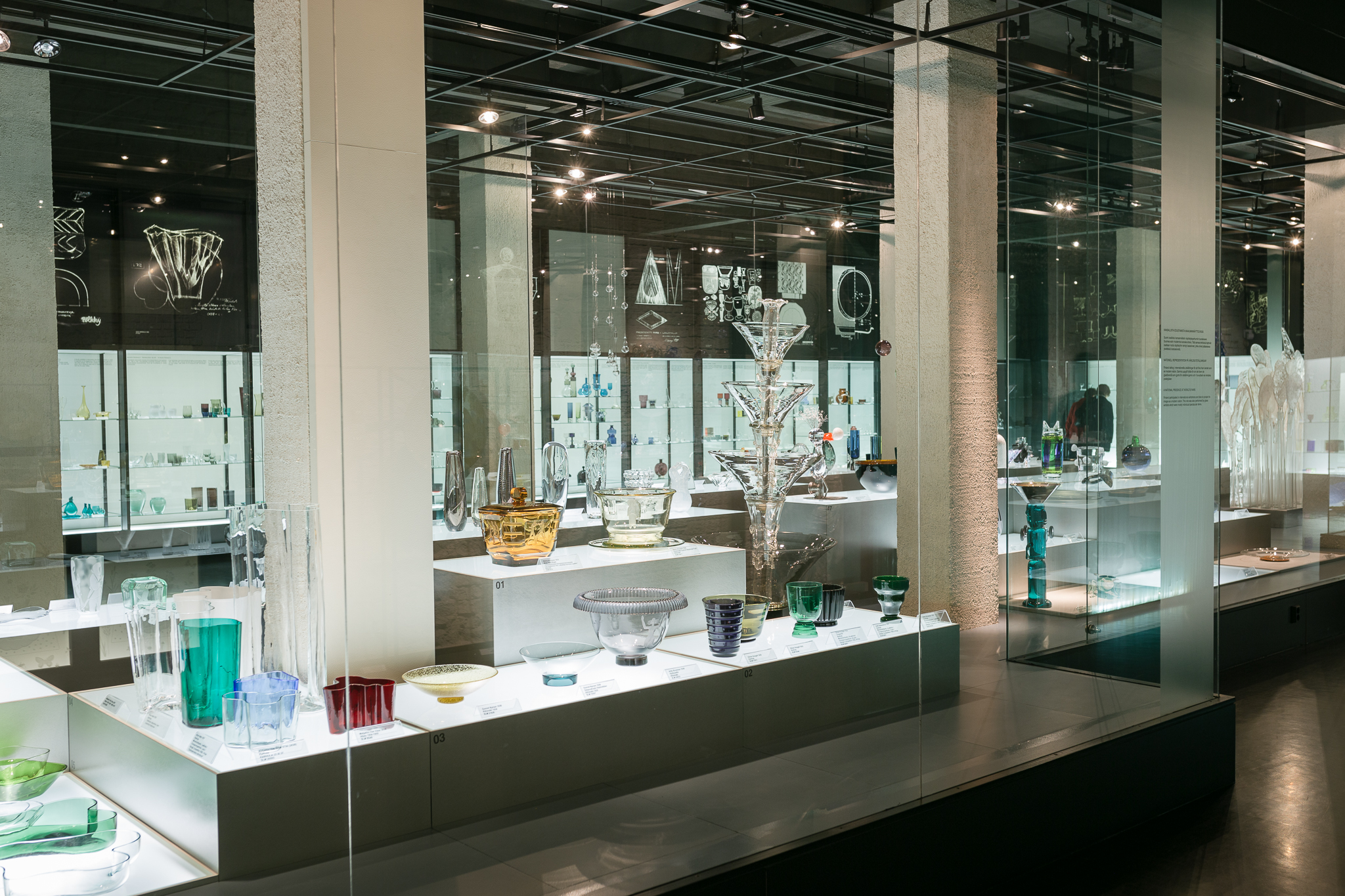
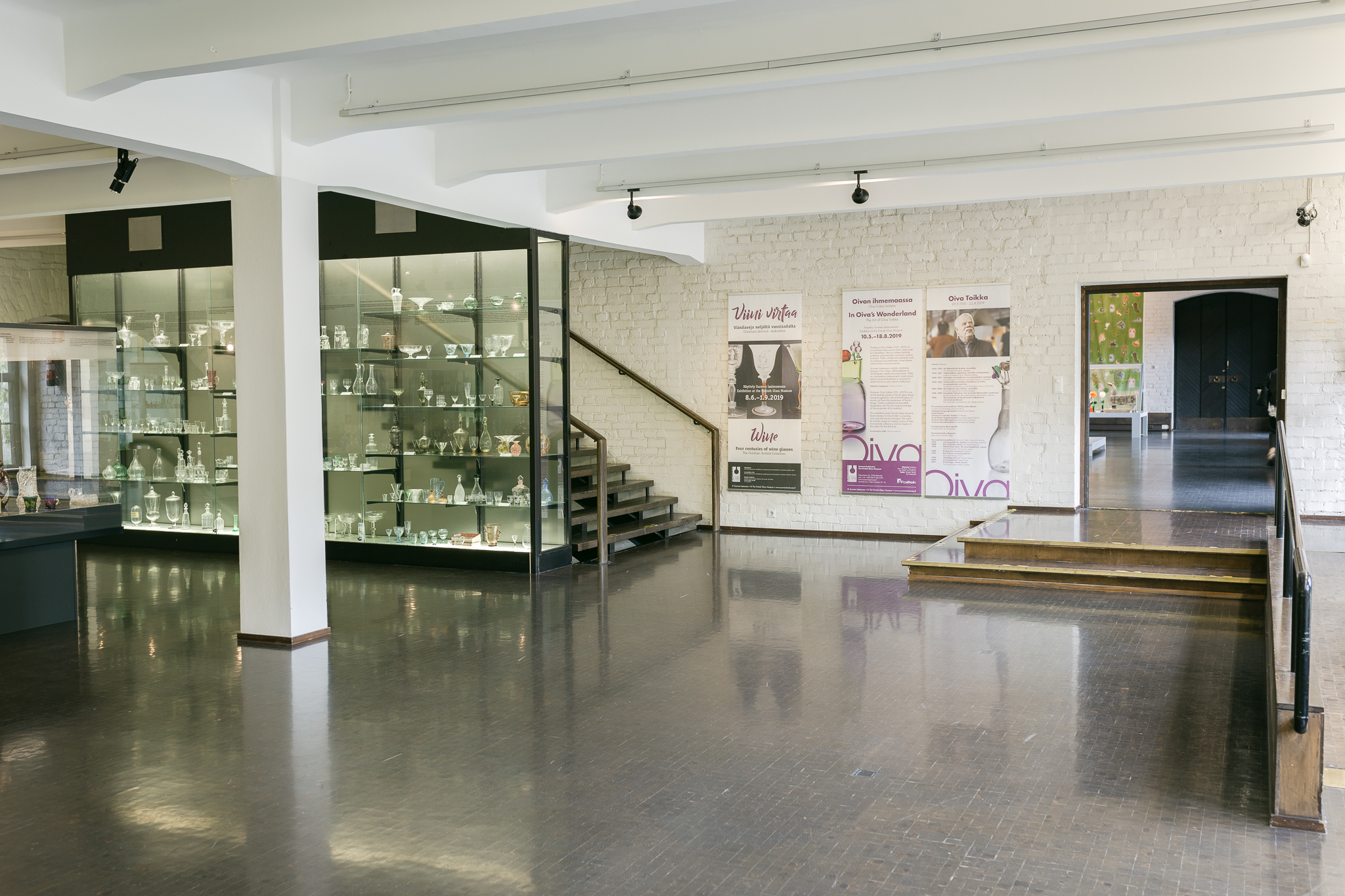
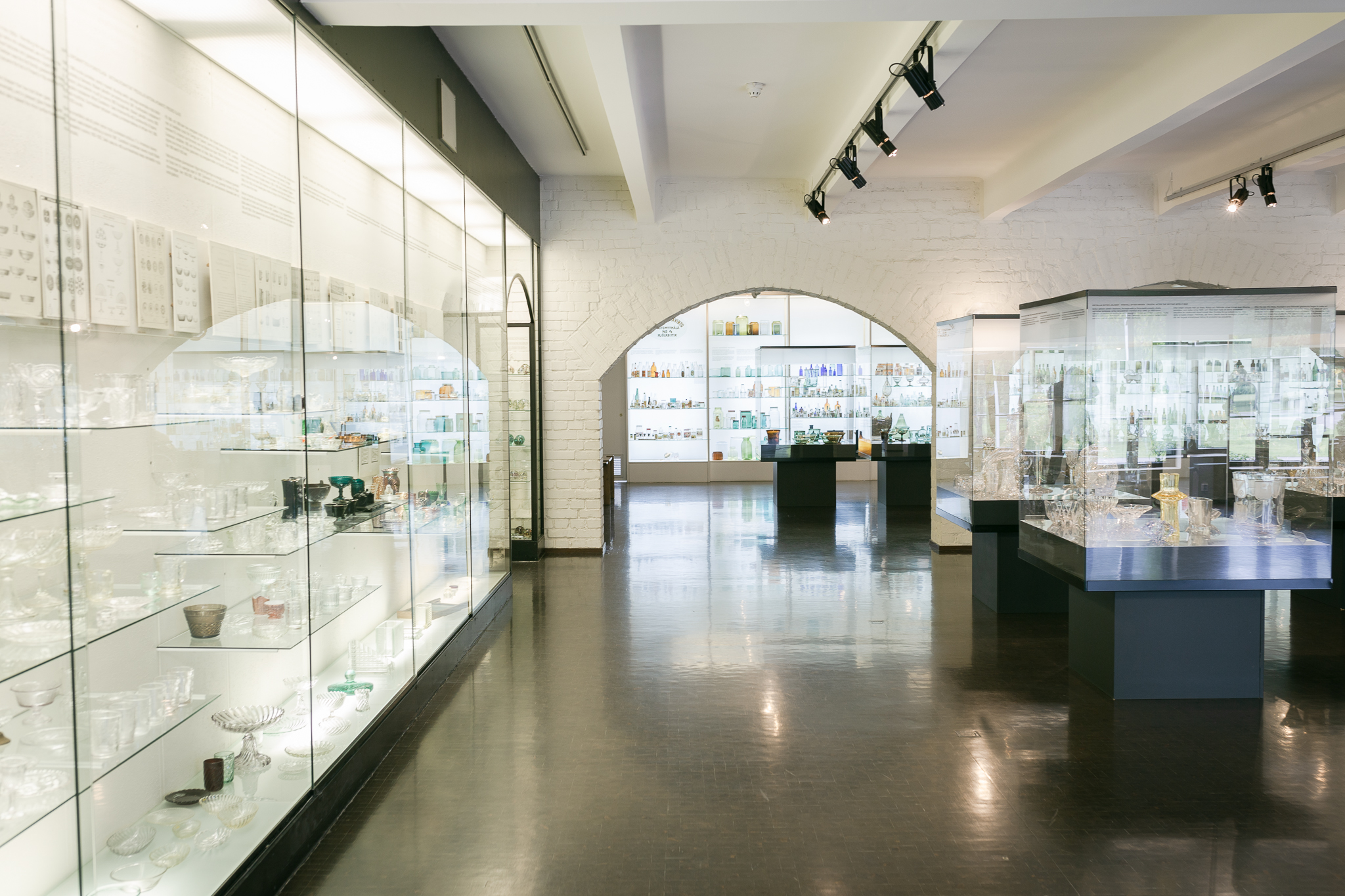
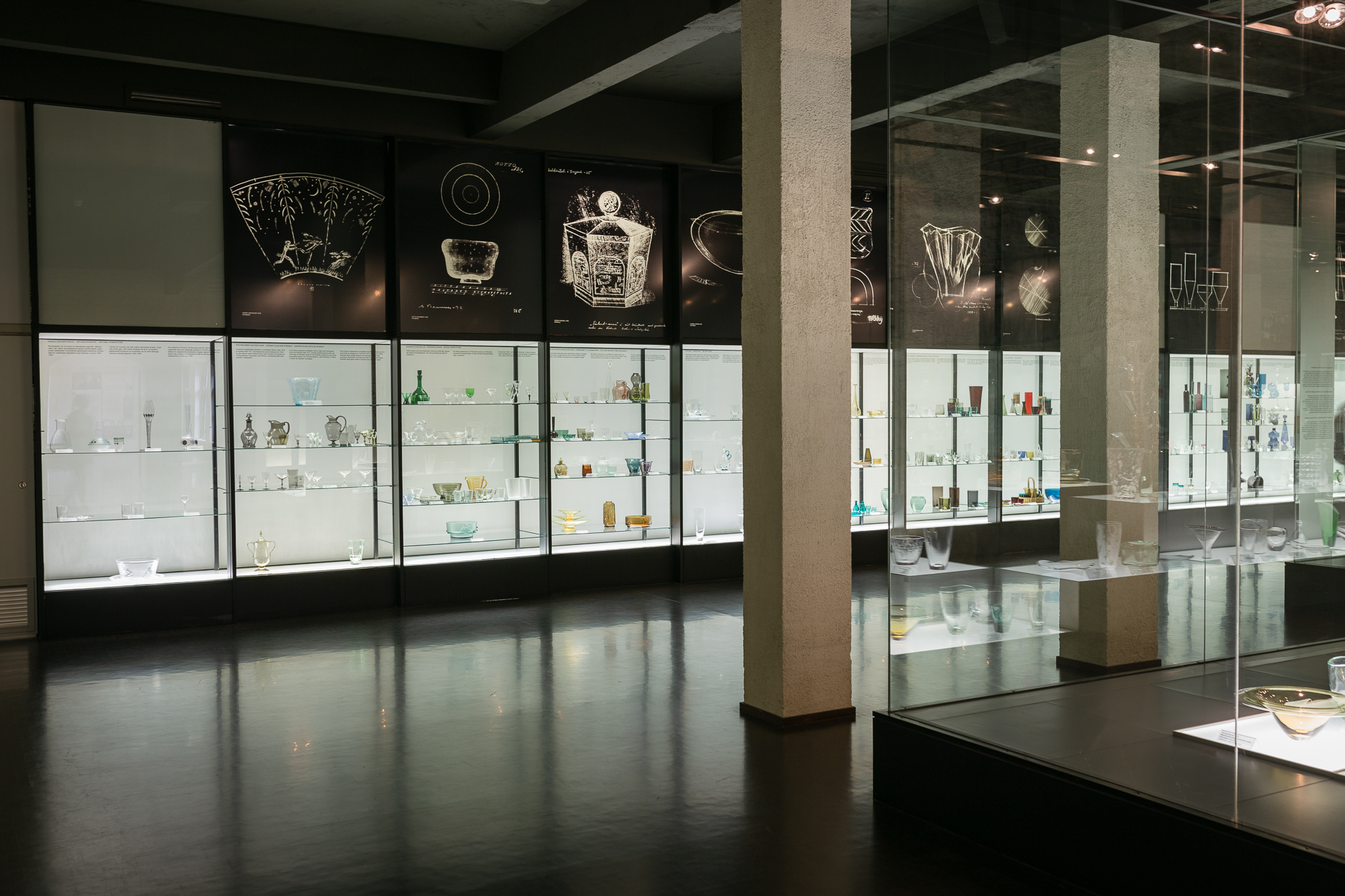
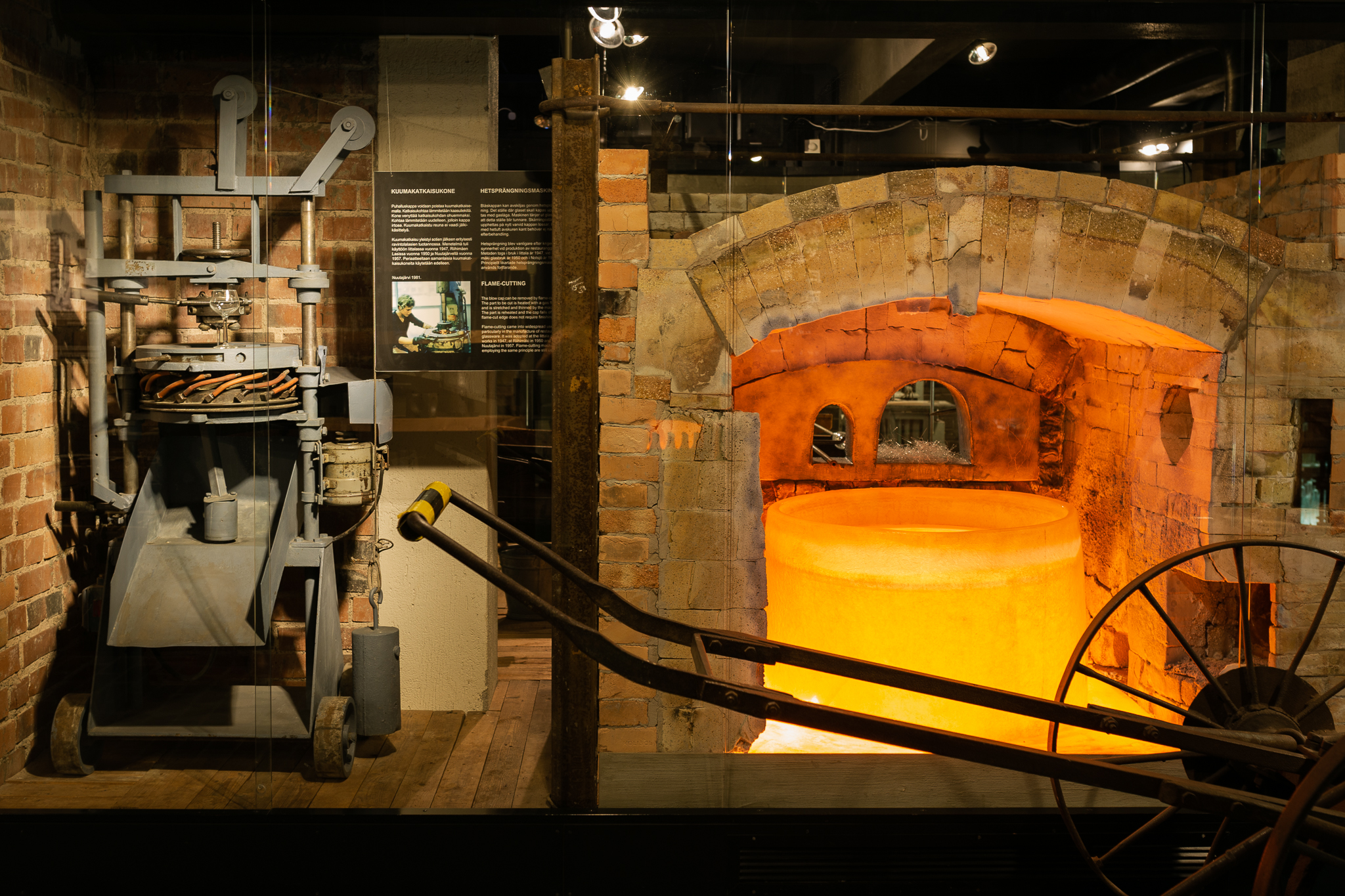

- International Standard Name Identifier: 0000 0001 2176 1050
- Library of Congress Control Number: n83000755
- Nationale Bibliotheek van Tsjechië: ko20201061581
- Virtual International Authority File: 144727570